# Железнодорожный транспорт в Армении

Первый поезд прибыл на территорию современной Армении в феврале 1899 года (была открыта линия Тифлис — Александрополь Закавказских железных дорог).
В советское время линии управлялись Закавказской и Азербайджанской железными дорогами. Особое значение железная дорога получила в период ликвидации последствий Спитакского землетрясения 1988 года, когда объемы перевозок многократно превысили среднегодовые показатели предшествующих лет. В 1990-е годы после распада СССР линия, ранее обслуживаемая Азербайджанской железной дорогой, прекратила своё функционирование, оставшиеся же участки были переданы образованной Армянской железной дороге. Также в 1990-е годы по политическим причинам было прекращено сообщение с Азербайджаном и Турцией; единственная страна, с которой у Армении был сохранён действующий железнодорожный переход — Грузия.
По состоянию на 2009 год рассматриваются возможности возобновления железнодорожного сообщения с Турцией и строительства линии в Иран.